# 錫迪貝拉
錫迪貝拉（法語：Sidibéla），是馬里的城鎮，位於該國西部，由卡伊區的巴富拉貝省負責管轄，距離巴富拉貝65公里，主要經濟活動有農業、貿易和手工製品業，海拔高度58米，2009年人口5,966。